# Hydrillodes funeralis
Hydrillodes funeralis är en fjärilsart som beskrevs av W. Warren 1913. Hydrillodes funeralis ingår i släktet Hydrillodes och familjen nattflyn. Inga underarter finns listade i Catalogue of Life.